# عثمان توران
عثمان توران متخصص تاریخ ترکیه و تاریخ سلجوقیان روم.
عثمان توران (متولد ۱۹۱۴، درگذشتهٔ ۱۹۷۷) استاد تاریخ در دانشگاه آنکارا و متخصص تاریخ سلجوقیان روم و نویسندهٔ کتاب‌هایی چون تاریخ سلاجقه و مدنیت ترک-اسلام، و اسناد رسمی مربوط به سلاجقهٔ آناتولی است. از مهم‌ترین آثار او مقالهٔ مفصلی است که در بررسی کتاب فسطاط العداله در یادنامه فؤاد کوپرولو نوشته است.
عثمان توران همچنین نویسنده مقالاتی در دایرةالمعارف اسلام (ترکی) است.
او جز نویسندگان تاریخ اسلام کمبریج است 